# Leucauge medjensis
Leucauge medjensis là một loài nhện trong họ Tetragnathidae.
Loài này thuộc chi Leucauge. Leucauge medjensis được miêu tả năm 1930 bởi Lessert.